# II Rada Rzeczypospolitej Polskiej
II Rada Rzeczypospolitej Polskiej – powołana została 29 marca 1958 r.. Ważność wyboru członków I Rady pochodzących z wyborów została przedłużona na czas następnej kadencji.
Składała się z 56 osób: 15 pochodzących z wyborów, 18 przedstawicieli stronnictw, 17 powołanych przez Prezydenta, 6 byłych posłów lub senatorów. Skład Rady został uzupełniony ze strefy kanadyjskiej 4 listopada 1958 r., ze strefy Stanów Zjednoczonych 30 grudnia 1958 r. i ze strefy włoskiej 11 marca 1959 r. Kadencja Rady upłynęła 28 marca 1963 r.

## Sesje
I 29 marca 1958 r. – 28 czerwca 1958 r.

II 28 października 1958 r. – 28 lutego 1959 r.

III 18 kwietnia 1959 r. – 21 czerwca 1959 r.

IV 10 października 1959 r. – 5 grudnia 1959 r.

V 12 marca 1960 r. – 28 maja 1960 r.

VI 29 października 1960 r. – 28 stycznia 1961 r.

VII 22 kwietnia 1961 r. – 27 maja 1961 r.

VIII 4 listopada 1961 r. – 16 grudnia 1961 r.

IX 7 kwietnia 1962 r. – 26 maja 1962 r.

X 10 listopada 1962 r. – 26 stycznia 1963 r.

## Członkowie II Rady Rzeczypospolitej Polskiej
| Lp | Nazwisko                           | Partia                                    | Uwagi                      |
| -- | ---------------------------------- | ----------------------------------------- | -------------------------- |
| 1  | Erwin Arendt                       |                                           | od 30 marca 1961 r.        |
| 2  | Władysław Bandrowski               | Konwent Walki o Niepodległość             |                            |
| 3  | Jadwiga Baranowska                 |                                           |                            |
| 4  | Czesław Bednarczyk                 | Stronnictwo Chrześcijańskiej Demokracji   |                            |
| 5  | Bogusław Bełz                      |                                           | od 30 marca 1961 r.        |
| 6  | Leon Berkowicz                     |                                           | zmarł w 1960 r.            |
| 7  | Józef Wiktor Emil Blumski          | Związek Socjalistów Polskich na Obczyźnie |                            |
| 8  | Marian Bolesławicz                 |                                           |                            |
| 9  | Antoni Bolesław Brochwicz-Lewiński |                                           |                            |
| 10 | Tadeusz Brzeski                    |                                           | zmarł w 1958 r.            |
| 11 | Zofia Byrowa                       | Związek Ziem Wschodnich                   | od 25 listopada 1958 r.    |
| 12 | Andrzej Cichowski                  |                                           | od 25 listopada 1958 r.    |
| 13 | Tadeusz S. Cieloch                 |                                           |                            |
| 14 | Jan Dankowski                      | Związek Socjalistów Polskich na Obczyźnie |                            |
| 15 | Michał Darowski                    |                                           |                            |
| 16 | Stanisław Dołęga-Modrzewski        | Stronnictwo Chrześcijańskiej Demokracji   | zmarł w 1959 r.            |
| 17 | Szymon Duźniak                     |                                           |                            |
| 18 | Józef Dybowski                     | Konwent Walki o Niepodległość             |                            |
| 19 | Kazimierz Fabrycy                  |                                           | zmarł w 1958 r.            |
| 20 | Jerzy Gawenda                      |                                           |                            |
| 21 | Jan Gawron                         |                                           | od 30 marca 1961 r.        |
| 22 | Bolesław J. Gawroński              |                                           | od 30 grudnia 1958 r.      |
| 23 | Józef Godlewski                    |                                           | Wiceprezes II Rady RP      |
| 24 | Tadeusz Hamuliński                 |                                           | od 5 sierpnia 1959 r.      |
| 25 | Andrzej Janczak                    |                                           | od 30 grudnia 1958 r.      |
| 26 | Halina Janiszewska                 |                                           |                            |
| 27 | Franciszek Jasiński                |                                           |                            |
| 28 | Zofia Felicja Jastrzembska         |                                           | od 4 listopada 1958 r.     |
| 29 | Jan Józef Kafel                    |                                           |                            |
| 30 | Sylwester Karalus                  |                                           | od 25 listopada 1958 r.    |
| 31 | Franciszek Wiktor Karassek         | Związek Ziem Wschodnich                   | od 25 listopada 1958 r.    |
| 32 | Jan Klimkiewicz                    |                                           | od 30 grudnia 1958 r.      |
| 33 | Tadeusz Klimkiewicz                |                                           |                            |
| 34 | Wincenty Kostek-Halska             | Związek Socjalistów Polskich              | od 25 listopada 1958 r.    |
| 35 | Ludwik Krepski                     | Konwent Walki o Niepodległość             |                            |
| 36 | Jan Kwaczek                        |                                           | od 4 listopada 1958 r.     |
| 37 | Jan Lachowicz                      |                                           |                            |
| 38 | Józef Lis                          | Konwent Walki o Niepodległość             | zmarł w 1960 r.            |
| 39 | Stanisław Liszka                   |                                           | do 1959 r.                 |
| 40 | Stanisław Lubodziecki              |                                           |                            |
| 41 | Bronisław Łokaj                    |                                           |                            |
| 42 | Tadeusz Machalski                  |                                           |                            |
| 43 | Jan Michejda                       |                                           | od 30 grudnia 1958 r.      |
| 44 | Aleksander J. Mikucki              |                                           | od 11 marca 1959 r.        |
| 45 | Zygmunt Muchniewski                | Stronnictwo Chrześcijańskiej Demokracji   | Wiceprezes II Rady RP      |
| 46 | Stanisław Nowak                    |                                           |                            |
| 47 | Mieczysław Nowicki                 |                                           |                            |
| 48 | Kazimierz Stefan Okulicz           |                                           |                            |
| 49 | Stanisław Owsianka                 |                                           |                            |
| 50 | Janina Oyrzyńska                   |                                           | od 25 listopada 1958 r.    |
| 51 | Jan Pacholec                       | Związek Socjalistów Polskich na Obczyźnie | zrezygnował w 1958 r.      |
| 52 | Antoni Pająk                       |                                           |                            |
| 53 | Edward Perkowicz                   |                                           |                            |
| 54 | Jerzy Picheta                      | Konwent Walki o Niepodległość             | Sekretarz II Rady RP       |
| 55 | Antonina Płońska                   |                                           |                            |
| 56 | Stanisław Pomianowski              |                                           |                            |
| 57 | Adam Pragier                       |                                           | Prezes II Rady RP          |
| 58 | Lucjan Pruszyński                  |                                           | od 30 grudnia 1958 r.      |
| 59 | Wacław Rózga                       |                                           | zrezygnował w 1959 r.      |
| 60 | Bronisław Rutkowski                |                                           | od 30 grudnia 1958 r.      |
| 61 | Józef Rymsza-Szymański             |                                           | od 25 listopada 1958 r.    |
| 62 | Zenon Ryński                       | Związek Ziem Wschodnich                   | od 11 marca 1959 r.        |
| 63 | Ludwik Salwik                      |                                           | od 25 listopada 1958 r.    |
| 64 | Edmund Sawczyński                  |                                           | od 30 grudnia 1958 r.      |
| 65 | Feliks Sęczkowski                  | Stronnictwo Chrześcijańskiej Demokracji   |                            |
| 66 | Janusz Marian Smoliński            | Stronnictwo Chrześcijańskiej Demokracji   |                            |
| 67 | Juliusz Sokolnicki                 | Ruch Odrodzenia Narodowego                |                            |
| 68 | Bronisław Sokołowski               |                                           | od 4 listopada 1958 r.     |
| 69 | Stanisław Sokołowski               | Ruch Odrodzenia Narodowego                |                            |
| 70 | Jerzy Ścibor                       |                                           | Wiceprezes II Rady RP      |
| 71 | Józef Ślubik                       | Ruch Odrodzenia Narodowego                |                            |
| 72 | Jan Walewski                       |                                           |                            |
| 73 | Bohdan Wendorff                    |                                           |                            |
| 74 | Wacław Wimont-Lesiński             |                                           |                            |
| 75 | Janusz Witołd-Aleksandrowicz       |                                           |                            |
| 76 | Roman Witorzeniec                  |                                           |                            |
| 77 | Jerzy Czesław Witting              | Związek Socjalistów Polskich na Obczyźnie | zrezygnował w 1960 r.      |
| 78 | Jerzy Udowiczenko                  | Związek Socjalistów Polskich na Obczyźnie | od 26 października 1960 r. |
| 79 | Jan Zalewski                       |                                           |                            |
| 80 | Jan Zieliński                      | Związek Socjalistów Polskich na Obczyźnie |                            |
| 81 | Jan Zwierzyński                    | Związek Ziem Wschodnich                   | od 25 listopada 1958 r.    |